# Ursula Stein (Rechtswissenschaftlerin)
Ursula Stein (* 1951 in Frankfurt am Main) ist eine deutsche Rechtswissenschaftlerin mit den Forschungsschwerpunkten deutsches und europäisches Gesellschaftsrecht sowie internationales Handels- und Wirtschaftsrecht. Von 1993 bis 2018 war sie Professorin an der TU Dresden.

## Leben
Stein studierte Sprachen und Rechtswissenschaften in Heidelberg und Frankfurt am Main, absolvierte 1975 ihr erstes juristisches Staatsexamen sowie 1978 ihr zweites juristisches Staatsexamen und war in der Folge ab 1978 als Rechtsanwältin mit dem Schwerpunkt Wirtschaftsberatung in Frankfurt am Main tätig. Zeitgleich zu ihrer Tätigkeit als Rechtsanwältin war sie Assistentin am Lehrstuhl für Handels- und Wirtschaftsrecht, Bürgerliches Recht, Rechtsvergleichung und Internationales Privatrecht der Johann Wolfgang Goethe-Universität Frankfurt am Main und promovierte ebenda 1983 bei Hans-Joachim Mertens im Bereich des Kapitalgesellschaftsrechts.
Bis zum Jahr 1985 war sie als Mitglied der Forschungsgruppe „Recht der Rohstofferschließung in Entwicklungsländern“ am Frankfurter Institut für Ausländisches und Internationales Wirtschaftsrecht beschäftigt und absolvierte in den Jahren 1985 und 1986 ein Studien- und Forschungsjahr als Jean-Monnet-Forschungs-Stipendiatin der Europäischen Gemeinschaft am Europäischen Hochschulinstitut in Florenz. Es folgte eine Stelle als Hochschulassistentin an der Universität in Frankfurt am Main. Nachdem Stein im Wintersemester 1991/92 Gastvorlesungen an der Universität Ferrara gehalten hatte, übernahm sie im Wintersemester 1992/93 eine Lehrstuhlvertretung an der Würzburger Julius-Maximilians-Universität und habilitierte im Januar 1993. Für diese wissenschaftliche Arbeit wurde sie im selben Jahr mit dem Baker & McKenzie-Preis ausgezeichnet.
Nach ihrer Habilitation lehrte Ursula Stein im Sommersemester 1993 an der Technischen Universität in Dresden und übernahm zum 1. Oktober 1993 den Lehrstuhl für Bürgerliches Recht, Handels-, Gesellschafts- und Wirtschaftsrecht der Juristischen Fakultät. Die Rechtswissenschaftlerin war ab 1997 wissenschaftliche Beraterin des chinesischen Gesetzgebers im Gesellschafts- und Wirtschaftsrecht sowie in der Juristenausbildung in China tätig. Weiterhin war sie Direktorin des Deutsch-Italienischen Instituts für Rechtskulturvergleich in Europa.

## Schriften (Auswahl)
- Das faktische Organ., Frankfurt (Main) 1984.
- Lex mercatoria : Realität und Theorie., Frankfurt (Main) 1995.
- zusammen mit Hans-Joachim Mertens Das Recht des Geschäftsführers der GmbH, Frankfurt (Main): 1997, ISBN 3-11-015550-8.